# Machnja
Il Machnja (in russo Махня?) è un fiume della Russia siberiana occidentale, affluente di sinistra del Vasjugan (bacino idrografico dell'Ob'). Scorre nel Kargasokskij rajon dell'Oblast' di Tomsk.
Il fiume ha origine in una zona paludosa della regione del Vasjugan'e e scorre in direzione orientale, poi sud-orientale. Sfocia nel Vasjugan a 402 km dalla foce. La lunghezza del fiume è di 211 km, il bacino imbrifero è di 1 690 km².

## Toponimo
Il nome “Machnja” deriva dalla lingua Chanty: “Mach-jach” (Мах-ях) significa “un fiume abitato da castori”.